# Sarmiyeh
Sarmiyeh (tiếng Ả Rập: الصارمية) là một ngôi làng Syria nằm ở phó huyện Jubb Ramishima ở huyện Masyaf, Hama. Theo Cục Thống kê Trung ương Syria (CBS), Sarmiyeh có dân số 2953 trong cuộc điều tra dân số năm 2004.